# رنه فان منن
رنه فان منن (انگلیسی: René Van Meenen؛ زادهٔ ۱۴ ژانویهٔ ۱۹۳۱) دوچرخه‌سوار اهل بلژیک است.